# تشارلز تي. باورز
تشارلز تي. باورز (بالإنجليزية: Charles T. Powers)‏ (1943 - 1996)؛ صحفي وروائي أمريكي. درس في جامعة هارفارد.